# Sunsoft
Sunsoft (サンソフト?) (o SunSoft) è una società giapponese di sviluppo di videogiochi fondata il 16 aprile 1971 come divisione di Sun Corporation, a sua volta divisione di Sun Electronics, o Sun Denshi Corporation (サン電子株式会社?) in giapponese.

## Storia
Sunsoft entrò nel mercato dei videogiochi con due arcade prodotti nel 1978, Block Challenger e Block Perfect. Successivamente pubblicò diversi successi nei primi anni ottanta, come Arabian, Ikki e Kangaroo. Nella seconda metà degli anni '80 Sunsoft iniziò a sviluppare giochi per console domestiche, in particolare per il Famicom. Quando Nintendo rese disponibile la console sul mercato internazionale come Nintendo Entertainment System (NES), Sunsoft, che aveva già una discreta fama internazionale per via dei suoi arcade, non ebbe particolari problemi ad aggiudicarsi licenze anche importanti per creare giochi famosi quali Batman e Fester's Quest.
Il suo periodo d'oro la società lo ebbe proprio grazie ai suoi giochi sviluppati per il NES: nonostante la sua architettura ad 8 bit, Sunsoft seppe spremere al limite l'hardware della console ed i titoli Sunsoft sono da molti considerati lo stato dell'arte, tra i migliori mai prodotti per questa macchina. Tra questi si annoverano giochi come Journey to Silius, Blaster Master, Mr. Gimmick e Ufouria: The Saga. Sunsoft portò inoltre sulla console Nintendo alcuni giochi SEGA, tra cui Fantasy Zone, Fantasy Zone II ed After Burner.
Con l'uscita del Super Nintendo Entertainment System (SNES) la società si focalizzò sui giochi per le console a 16 bit, pubblicando però titoli che non riuscirono a riscuotere il successo delle precedenti produzioni ad 8 bit e la società fallì nel 1995. Dopo la forte ristrutturazione aziendale seguita ai problemi finanziari, Sunsoft realizzò alcuni videogiochi per PlayStation e Game Boy Color.
Prima della rinascita nel mercato casalingo statunitense, gli ultimi giochi pubblicati dalla filiale americana (Sunsoft USA) furono Eternal Eyes, Blaster Master: Blasting Again, Blaster Master: Enemy Below e Power Quest. Citando diversi fattori, come il passaggio alle console di nuova generazione ("next generation"), e l'alto aumento dei costi di produzione, Sunsoft chiuse i propri uffici in America ed Europa, ed iniziò un'altra riorganizzazione. Attualmente Sunsoft continua a lavorare nella sua sede centrale in Giappone, sviluppando e pubblicando giochi RPG, pachinko e mahjong oltre a titoli per piattaforme mobile in partnership con altre società come NTT DoCoMo e Yahoo!.
Il 14 settembre 2006, Nintendo ha annunciato la partnership sulla Virtual Console della Wii. Anche se c'è voluto qualche anno per portare a frutto quest'accordo con Nintendo, il 4 dicembre 2009, Sunsoft ha annunciato che con la partnership di GaijinWorks hanno portato Blaster Master sulla Virtual Console per 500 punti Wii al mese. Inoltre il 10 dicembre 2009, ha acquisito l'intera libreria di giochi di Telenet Japan. Il 6 febbraio 2010, Sunsoft ha annunciato l'uscita di Blaster Master: Overdrive per WiiWare, 2 giorni prima della commercializzazione. In seguito, Sunsoft ha anche pubblicato Aero the Acrobat, Aero the Acrobat 2 ed Ufouria (conosciuto anche come Hebereke) sempre per WiiWare.

## Prodotti
- ACME Animation Factory (SNES)
- Adian no Tsue (Famicom Disk System)
- Aero the Acro-Bat (SNES, Sega Genesis) (sviluppato da Iguana Entertainment)
- Aero the Acro-Bat 2 (SNES, Sega Genesis) (sviluppato da Iguana Entertainment)
- La serie Albert Odyssey
- Arabian (Arcade)
  - Super Arabian (Famicom)
- Astra Super Stars (Sega Saturn)
- Atlantis no Nazo (Famicom)
- Barbapapa (PlayStation)
- Banbam (Arcade)
- Batman (NES, Game Boy, Sega Genesis, TurboGrafx-16)
- Batman: Return of the Joker (NES, Sega Genesis (Intitolato Revenge of the Joker), Game Boy)
- Barcode World (Famicom)
- Benkei Gaiden (PC Engine)
- Serie Blaster Master:
  - Blaster Master (Chô Wakusei Senki Metafight in Giappone) (NES)
  - Blaster Master Boy (Game Boy; possibile conversione di Bomber Boy della Hudson)
  - Blaster Master 2 (Mega Drive) (sviluppato da Software Creations)
  - Blaster Master: Enemy Below (Metafight EX in Giappone) (Game Boy Color)
  - Blaster Master: Blasting Again ("Blaster Master" in Giappone) (PlayStation)
  - Blaster Master: Overdrive (Wii)
- Block Challenger (conosciuto anche come Block Perfect oppure Galaxy Force) (Arcade)
- Bugs Bunny Rabbit Rampage (SNES)
- City Hunter (TurboGrafx-16)
- Clock Tower 3 (PlayStation 2, pubblicato da Capcom in America)
- Chameleon Twist (Nintendo 64)
- Chameleon Twist 2 (Nintendo 64)
- Cosmic Fantasy 2 (TurboGrafx CD)
- Cosmopolis (Arcade)
- Daedalian Opus (Game Boy)
- Daffy Duck: The Marvin Missions (SNES, Game Boy)
- Dai San Wakusei (Tradotto come The Third Planet) (Arcade)
- Daze Before Christmas (SNES, Sega Genesis)
- Dead Zone (Famicom Disk System)
- Deae Tonosama Appare Ichiban (SNES)
- Death and Return of Superman (SNES, Sega Genesis)
- Disney's Beauty and the Beast: Belle's Quest (Sega Genesis)
- Disney's Beauty and the Beast: Roar of the Beast (Sega Genesis)
- Eternal Eyes (PlayStation)
- Fester's Quest (NES)
- Final Fantasy Adventure (Game Boy; riproposto da Square titolo della serie Mana series)
- Final Fantasy Legend (Game Boy; riproposto da Square titolo della serie SaGa)
- Final Fantasy Legend II (Game Boy; riproposto da Square titolo della serie SaGa)
- Final Fantasy Legend III (Game Boy; riproposto da Square titolo della serie SaGa)
- Firepower 2000 (SNES)
- Flashback (Super Famicom)
- Freedom Force (NES)
- Funky Fish (Arcade)
- Galaxy Fight: Universal Warriors (Neo Geo, Sega Saturn)
- Mr. Gimmick (NES)
- Hissatsu Pachinko Collection (Arcade)
- Gremlins 2: The New Batch (NES)
- The Guiness (Arcade)
- Serie Hebereke (Ufouria) (NES, Super Famicom, PlayStation, Sega Saturn, Arcade)
- Ikki (conosciuto anche come Boomerang e Farmer's Rebellion) (Arcade, Famicom)
- Initial D: Takahashi Ryosuke no Typing Saisoku Riron (PlayStation 2)
- Journey to Silius (NES) (conosciuto come Raf World in Giappone)
- Kangaroo (Arcade)
- Lemmings (NES, SNES)
- Lionex (Nintendo Vs.)
- Logical (NES, Game Boy Color)
- Looney Tunes (Game Boy, Game Boy Color)
- Looney Tunes B-Ball (SNES, published by Acclaim)
- Maharajah (Famicom)
- Marchen Veil (Famicom Disk System) (versione originale sviluppata e prodotta da System Sacom per MSX)
- Markham (Arcade)
- Mitokoumon II: Sekai Manyuuki (Famicom)
- Monster Seed (PlayStation)
- Moomin's Tale (Game Boy Color)
- Monkey Magic (PlayStation)
- Myst (Sega Saturn)
- Out Live (PC Engine)
- Panorama Cotton (Mega Drive) (sviluppato da Success Corporation)
- Pescatore (NES) - Unreleased
- Pettan Pyuu (Arcade)
- Pirates of Dark Water (Sega Genesis, SNES)
- Platoon (Nintendo Vs. Series, NES)
- Power Quest (sviluppato da Japan System Supply) (Game Boy Color)
- Project S-11 (Game Boy Color)
- Puma Street Soccer (PlayStation)
- Real Myst (PC)
- Ripple Island (Famicom)
- Road Runner's Death Valley Rally (SNES)
- Route 16 (Arcade, Famicom)
- Runaway (Arcade)
- Shanghai: True Valor (Arcade, PlayStation)
- Speedy Gonzales - Los Gatos Bandidos (SNES, pubblicato da Acclaim)
- Spy Hunter (NES)
- Stratovox (conosciuto anche come Speak & Rescue) (Arcade)
- Strength & Skill - Guiness Book of Records (Arcade)
- Sunman (NES) - Unreleased
- Super Air Diver (Super NES)
- Super Boy Allan (Famicom Disk System) (sviluppato da Asmik)
- Super Spy Hunter (conosciuto anche come Battle Formula) (NES)
- Super Fantasy Zone (Mega Drive)
- Superman (Mega Drive)
- T.R.A.G. (PlayStation)
- Tel-Tel Mahjong (Mega Drive)
- Tel-Tel Stadium (Mega Drive)
- Tenka no Goikenban: Mitokoumon (Famicom)
- Tōkaidō Gojūsan-tsugi (Famicom)
- Tough Turf (Arcade)
- Trip World (Game Boy)
- Waku Waku 7 (Neo Geo, Sega Saturn)
- Who Framed Roger Rabbit (Game Boy)
- The Wing of Madoola (Famicom)
- World Heroes (SNES)
- Xenophobe (NES)
- Zero the Kamikaze Squirrel (SNES, Sega Genesis) (sviluppato da Iguana Entertainment)